# Douma, Syria
Douma (tiếng Ả Rập: دوما, chuyển tự: Dūmā) là một thành phố ở Syria. Trung tâm của nó là khoảng 10 km (6 dặm) phía đông bắc của trung tâm của Damascus. Là trung tâm của tỉnh Rif Dimashq (hoàn toàn bao quanh tỉnh Damascus), thành phố này cũng là trung tâm hành chính của huyện Douma. Douma là một thành phố lớn của vùng gọi là Ghouta, cho các khu định cư ven đô ở phía đông và nam của Damascus.

## Lịch sử

### Thế kỷ 21
Trong cuộc nội chiến Syria, Douma đã là một điểm nóng và đã chứng kiến nhiều cuộc biểu tình phản đối chính phủ Syria và các cuộc đụng độ vũ trang chống lại quân đội và lực lượng An ninh Syria trong giai đoạn đầu của cuộc xung đột.
Vào ngày 30 tháng 1 năm 2012, quân đội Syria đã giành được quyền kiểm soát thành phố sau khi trận Douma, một cuộc hành quân lớn chống lại các nhóm vũ trang đối lập tại tỉnh Rif Dimashq.
Vào ngày 29 tháng 6 năm 2012, Quân đội Syria đã bị buộc tội đã thực hiện một cuộc thảm sát tại Douma, nơi có hơn 50 người thiệt mạng.
Tính đến ngày 18 tháng 10 năm 2012, quân đội Syria tự do đã kiểm soát phần lớn khu ngoại ô. Chiến đấu và bắn phá vẫn tiếp tục trong thị trấn.